# Kékállú ricsóka
A kékállú ricsóka (Pseudocalyptomena graueri) a madarak osztályának verébalakúak (Passeriformes) rendjébe, a ricsókafélék (Eurylaimidae) családjába tartozó Pseudocalyptomena nem egyedüli faja.

## Előfordulása
A Kongói Demokratikus Köztársaság területén és Uganda nyugati részén honos.
A trópusi erdők és erdőszélek lakója.

## Életmódja
Párban, vagy kisebb csoportokban él, mely akár a 10 példányt is elérheti. Magokkal, rovarokkal, csigákkal, lárvákkal és gyümölcsökkel táplálkozik.

## Megjelenése
Testhossza 10-15,6 centiméter. Tollazata levélzöld, kék színű, a torka, a melle és a fara. A hím és a tojó fején egyaránt található barna vagy fekete koronacsíkok. A fiatal tollazata kissé unalmasabb mint a felnőtté.

## Szaporodása
Fészkét 11-20 méter magasságban építi, 20-25 centiméteres átmérővel és 5 cm széles bejárattal.